# Gastrancistrus quadridentatus
Gastrancistrus quadridentatus is een vliesvleugelig insect uit de familie Pteromalidae. De wetenschappelijke naam is voor het eerst geldig gepubliceerd in 1937 door Girault.